# Коронет (порода морских свинок)
Коронет (англ. Coronet Guinea Pig) — длинношёрстная порода морских свинок, выведенная в Англии и официально признанная в 1998 году. Отличительные особенности породы — длинная роскошная шерсть и единственная розетка (крест) на голове, расположенная между ушами и глазами. Центр розетки по стандартам должен быть размером с булавочную головку, а сама розетка — идеально круглой формы.

## История породы
Порода коронет была создана в 1970-х годах в результате целенаправленной селекции в Англии и США. Для её выведения использовались особи пород шелти (длинношёрстные без розеток) и американский крестед (короткошёрстные с одной розеткой).
Первой организацией, признавшей коронет как самостоятельную породу, стала Американская ассоциация кролиководов (ARBA) в 1998 году. В Европе стандарты породы были утверждены несколько позже — Британским советом по морским свинкам (British Cavy Council).

## Внешний вид и стандарты

### Общее строение
- Тело компактное, коренастое, с выраженной мускулатурой.
- Голова крупная, с выпуклым профилем (так называемый «римский нос»).
- Уши крупные, лепестковидные, не должны иметь складок.
- Глаза большие, выразительные, их цвет зависит от окраса шерсти.

### Шерстяной покров
Основные характеристики: 1. Длина шерсти может достигать 15-20 см у взрослых особей. 2. Структура шерсти, густая, шелковистая, без подшёрстка. 3. Розетка единственная, расположена на лбу, должна быть симметричной. 4. Шлейф на задней части тела образует «юбку».
По стандартам ARBA, шерсть должна равномерно покрывать всё тело, включая живот. Допускаются все окрасы: однотонные (селф), агути, черепаховые, гималайские и другие.

## Особенности содержания

### Уход за шерстью
Коронеты требуют ежедневного ухода:
- Расчёсывание специальной щёткой для предотвращения колтунов.
- Мытьё специализированными шампунями каждые 2-3 месяца.
- Стрижка шерсти вокруг анального отверстия для гигиены.

### Кормление
Основу рациона составляют: 1. Сено тимофеевки (80 % рациона). 2. Свежие овощи (морковь, огурец, сладкий перец). 3. Специальные гранулы с витамином C.
Важно: коронеты склонны к ожирению, поэтому необходимо контролировать количество фруктов и коммерческих лакомств.

### Здоровье
Типичные проблемы породы:
- Заболевания зубов (малокклюзия).
- Проблемы с ЖКТ при неправильном питании.
- Грибковые поражения кожи из-за недостаточного ухода за шерстью.

Средняя продолжительность жизни при хорошем уходе — 6-8 лет, хотя известны случаи долгожительства до 10 лет.

## Разведение
Сложности разведения коронетов связаны с генетическими особенностями:
- При скрещивании двух коронетов часть потомства может иметь неправильное количество розеток.
- Рекомендуется вязать коронетов с короткошёрстными породами для укрепления генофонда.

Половая зрелость наступает в 3-4 месяца, но оптимальный возраст для первой вязки — 6-8 месяцев. Беременность длится 59-72 дня, в помёте обычно 2-4 детёныша.